# Попов, Андрей Евгеньевич
Андрей Евгеньевич Попов (род. 29 июня 1958 года, пос. Провидение, Магаданская область) — советский и российский военный деятель, генерал-майор.

## Биография
Военное образование получил в Орджоникидзевском высшем общевойсковом командном училище имени Маршала Советского Союза А. И. Ерёменко (1979 год). В 1993 г. окончил Военную академию имени М.В. Фрунзе, в 2000 г. - Военную академию Генерального штаба Вооруженных Сил РФ. 
Проходил службу командиром взвода, а затем командиром взвода, роты курсантов в Ташкентском высшем общевойсковом командном училище имени В. И. Ленина, заместителем командира батальона в Туркестанском военном округе. 
- в 1993—1998 гг. старший офицер-оператор в Главном оперативном управлении (ГОУ) Генерального штаба Вооружённых сил РФ;
- В 1994 принимал участие в миротворческой операции на территории Абхазии;
- с 2000 г. начальник группы, заместитель начальника направления в ГОУ Генерального штаба, начальник штаба - 1-й заместитель командующего Группой российских войск в Закавказье;
- в 2001 - 2002 гг. участвовал в контр-террористической операции в Чеченской Республике;
- сентябрь 2003 г.  - август 2005 г. - начальник штаба - первый заместитель командующего Группой российских войск в Закавказье;
- август 2005 г. - декабрь 2007 г. - командующий Группой российских войск в Закавказье.
- с июня 2009 года - военный пенсионер.